# Платон, Николаос
Николаос Платон (греч. Νικόλαος Πλάτων; в англоязычной литературе Николас Платон; 8 января 1909, Кефалиния — 28 марта 1992, Афины) — греческий археолог. Открыватель минойского дворца в Закросе (остров Крит, 1961), последнего из четырёх открытых на острове дворцов.
Платон предложил одну из двух существующих ныне систем хронологии, применяемых археологами для описания истории минойской цивилизации. Его хронология базируется на данных изучения крупных архитектурных комплексов (дворцов) Крита: в Кноссе, Фесте, Маллии и Като Закросе. Согласно Платону, история минойской цивилизации делится на периоды:
- Додворцовый период — 2600—2000 годы до н. э.
- Раннедворцовый период — 2000—1700 годы до н. э.
- Новодворцовый период — 1700—1400 годы до н. э.
- Последворцовый период — 1400—1100 годы до н. э.

В настоящее время хронологическая привязка дворцовых периодов пересмотрена в сторону удревнения, однако сама периодизация продолжает применяться историками. Используется и другая система, предложенная открывателем минойской цивилизации Артуром Эвансом в начале XX века — в её основе лежит датировка по типам минойской керамики.